# Lucas Calegari
Lucas Felipe Calegari (Cuiabá, 27 februari 2002) is een Braziliaans voetballer die doorgaans speelt als rechtsback. In juli 2025 verruilde hij Fluminense voor Eyüpspor.

## Clubcarrière
Calegari speelde in de jeugd van Uirapuru en werd in 2014 opgenomen in de opleiding van Fluminense. In december 2019 ondertekende de verdediger zijn eerste professionele contract bij de club. Deze liep tot aan 2025. Het jaar erop werd Calegari overgeheveld naar het eerste elftal van Fluminense. Zijn professionele debuut maakte hij op 22 augustus 2020, tijdens een wedstrijd in de Série A tegen Athlético Paranaense. Door een eigen doelpunt van Felipe Aguilar werd met 0–1 gewonnen. Calegari mocht van coach Odair Hellmann in de basisopstelling beginnen en hij speelde het gehele duel mee.
Zijn verbintenis werd in januari 2023 opengebroken en met een jaar verlengd tot eind 2025. In februari 2023 werd hij op huurbasis overgenomen door LA Galaxy tot het einde van het kalenderjaar, met een optie voor een definitieve overname. Deze optie werd niet gelicht en in januari 2024 keerde hij terug naar Fluminense. In de zomer van dat jaar werd hij opnieuw verhuurd, ditmaal aan FC Famalicão. Calegari vertrok een jaar later definitief bij Fluminense; hij verkaste transfervrij naar Eyüpspor en tekende daar voor twee jaar, met een optie op een seizoen extra.

## Clubstatistieken
| Seizoen | Club           | Competitie          | Competitie | Competitie | Beker | Beker | Internationaal | Internationaal | Totaal | Totaal |
| Seizoen | Club           | Competitie          | Wed.       | Dlp.       | Wed.  | Dlp.  | Wed.           | Dlp.           | Wed.   | Dlp.   |
| ------- | -------------- | ------------------- | ---------- | ---------- | ----- | ----- | -------------- | -------------- | ------ | ------ |
| 2020    | Fluminense     | Série A             | 22         | 0          | 3     | 0     | 0              | 0              | 25     | 0      |
| 2021    | Fluminense     | Série A             | 22         | 0          | 1     | 0     | 6              | 0              | 29     | 0      |
| 2022    | Fluminense     | Série A             | 18         | 1          | 1     | 0     | 7              | 0              | 26     | 1      |
| 2023    | Fluminense     | Série A             | 4          | 0          | 0     | 0     | 0              | 0              | 4      | 0      |
| 2023    | → LA Galaxy    | Major League Soccer | 22         | 0          | 3     | 0     | 2              | 0              | 27     | 0      |
| 2024    | Fluminense     | Série A             | 2          | 0          | 0     | 0     | 0              | 0              | 2      | 0      |
| 2024/25 | → FC Famalicão | Primeira Liga       | 18         | 0          | 2     | 0     | —              | —              | 20     | 0      |
| 2025/26 | Eyüpspor       | Süper Lig           | 0          | 0          | 0     | 0     | —              | —              | 0      | 0      |
| Totaal  | Totaal         | Totaal              | 108        | 1          | 10    | 0     | 15             | 0              | 133    | 1      |

Bijgewerkt op 21 juli 2025.